# Bòrd na Gàidhlig
Bòrd na Gàidhlig (pronunciado [b̊ɔːɾd̪̊ nə g̊aːlɪg̊ʲ]) es la sociedad encargada de la protección y difusión del gaélico escocés por todo el territorio de Escocia. Actualmente tiene su sede oficial en la ciudad escocesa de Inverness (Inbhir Nis en gaélico).
Sus metas principales son:
- Incrementar el número de hablantes del gaélico escocés
- Fortalecer el gaélico como lengua en la comunidad y el hogar
- Promover el gaélico en la vida cultural de Escocia
- Desarrollar el uso del gaélico en cada aspecto de la vida escocesa